# Xavier Fonollosa
Xavier Fonollosa i Comas (Martorell, 17 de enero de 1968) es un político español, alcalde de Martorell desde 2015 por el grupo municipal Partido Demócrata Europeo Catalán (PDeCAT). Actualmente es el presidente de Localret e impulsor activo de la aplicación de las nuevas tecnologías para la mejora de la acción de los gobiernos locales. Desde el 23 de julio de 2016 forma parte de la dirección ejecutiva del Partido Demócrata Europeo Catalán (PDeCAT) como responsable de la Región Metropolitana de Barcelona.

## Biografía
Nació en Martorell, municipio del Bajo Llobregat, el 17 de enero de 1968 en el seno de una familia payesa. Desde pequeño mostró gran interés por la vida pública, participando activamente de la vida asociativa del municipio. Cursó sus estudios de primaria en la escuela pública, Els Convents, durante sus dos últimos cursos participó en un programa de intercambio en Nangis (Francia). Cursó Bachillerato en el Instituto Pompeu Fabra de Martorell. Durante sus años formativos ayudó a su padre a labrar el campo familiar, donde adquirió gran estima por la vida rural y la naturaleza. Cursó sus estudios superiores en la Facultad de Derecho de la Universidad de Barcelona, compaginándolo con su trabajo en el Sindicato, la sociedad cooperativa agraria de Martorell, en la que aun trabaja como gerente.Se graduó en Derecho en 1994 y desde entonces ha ejercido de abogado en el municipio de Martorell.
Inició su vida política en 2003, presentándose por el grupo municipal de Convergencia i Unió (CiU) por Martorell. Pese a ganar las elecciones, el grupo de CiU pasó a la oposición. En 2007 se volvió a presentar en la lista municipal liderada por Salvador Esteve i Figueras, obteniendo mayoría absoluta. Durante los años 2007-2015 fue primer teniente de alcalde y regidor de Vía Pública y Servicios Municipales, compaginándolo desde 2011 con la vicepresidencia del Consejo Comarcal del Bajo Llobregat.
En el 2015 lideró la lista del grupo municipal de Convergencia i Unió (CiU) por Martorell, ganando las elecciones. Actualmente es Alcalde de Martorell por el Partido Demócrata Europeo Catalán (PDeCAT).
En octubre de 2015 fue elegido presidente de Localret, organización formada por administraciones locales de Cataluña de actuación, coordinada y unitaria, para el desarrollo de las redes y servicios de telecomunicaciones, así como en la aplicación de las TIC para la mejora de la acción de los gobiernos locales frente al impulso de la sociedad de la información.
Desde el 23 de julio de 2016 forma parte de la dirección ejecutiva del Partido Demócrata Europeo Catalán (PDeCAT) como responsable de la Región Metropolitana.